# Свети Илия (Драгош)
Вижте пояснителната страница за други значения на Свети Илия.
Драгошкият манастир „Света Илия“ (на македонска литературна норма: Драгошки манастир „Света Илија“) е манастирска църква, разположена край битолското село Драгош, Северна Македония, част от Преспанско-Пелагонийската епархия на Македонската православна църква – Охридска архиепископия.
Манастирът е разположен югоизточно над селото, на самата граница с Гърция. Основан е през XIX век. Манастирът остава до края на османската власт патриаршистки, под върховенството на Мъгленската митрополия.
Манастирът е обновен в XX век. Представлява голям храм с полукръгла апсида на изток и открит трем на останалите три страни. На северозапад има висока самостоятелна кулообразна камбанария.